# Ô nhiễm hạt vi nhựa

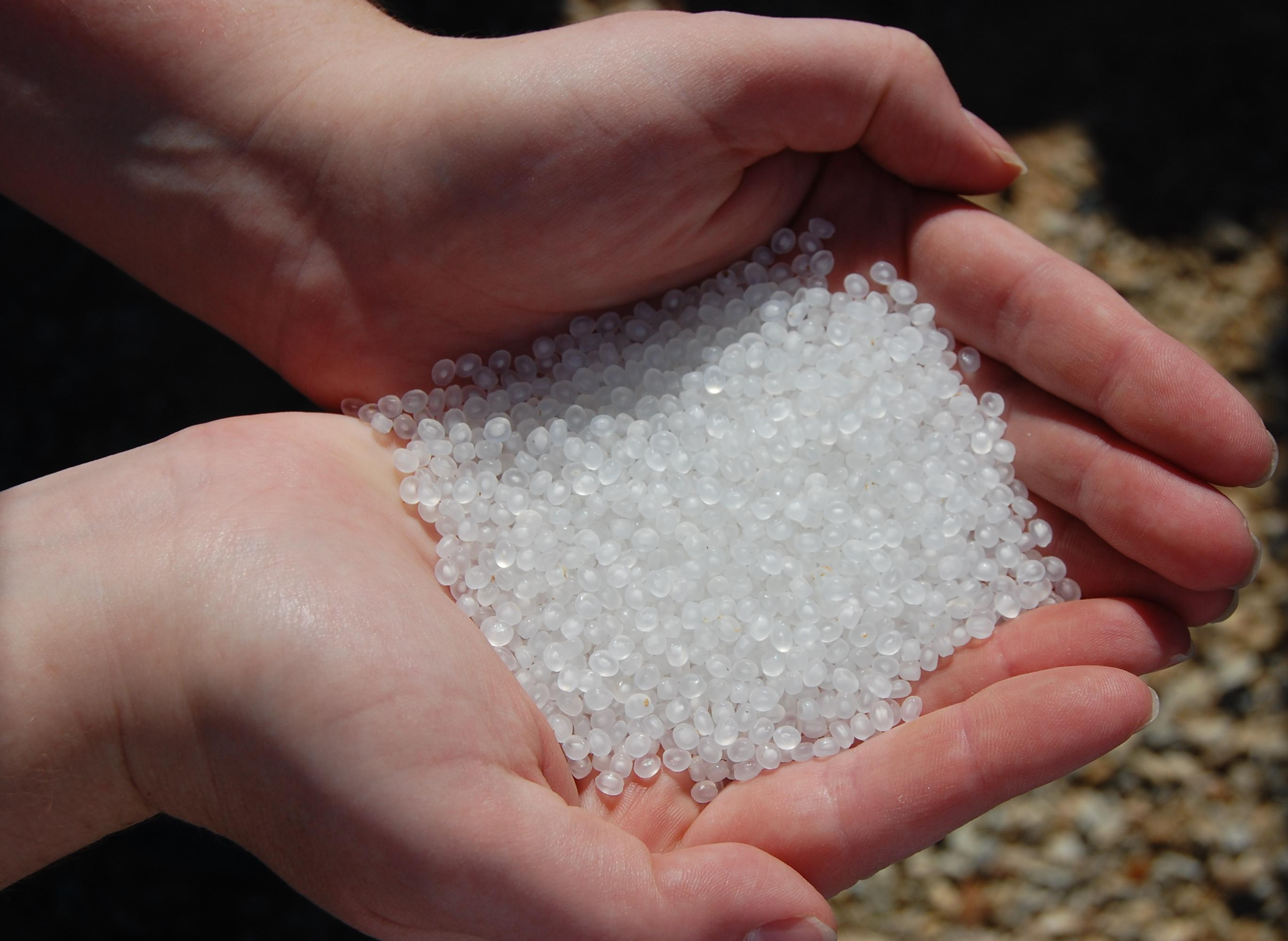
Hạt nhựa nguyên sinh rớt ra từ một tàu vận chuyển ở Pineville, Louisiana, Mỹ.

Ô nhiễm hạt vi nhựa là một loại mảnh vụn biển có nguồn gốc từ các hạt nhựa được sử dụng trong sản xuất nhựa quy mô lớn. Những hạt nhựa trước khi sản xuất này được tạo ra với quy trình tách biệt với nhựa của người sử dụng, trong đó chúng được tạo thành bằng cách nấu chảy, và lượng thất thoát được phát sinh trong cả giai đoạn sản xuất và vận chuyển. Thường được gọi là vi nhựa, những chất dẻo này được thải ra môi trường mở, tạo ra ô nhiễm trên đại dương và trên các bãi biển.

## Mô tả
Hạt nhựa dẻo được phân loại là vi nhựa nguyên sinh, có nghĩa là chúng được sản xuất có chủ đích với kích thước đường kính từ 1–5 mm. Khoảng 60 tỷ pound (27 triệu tấn) vi nhựa được sản xuất hàng năm tại Hoa Kỳ. Một pound HDPE dạng viên chứa khoảng 25.000 hạt vi nhựa (khoảng 20 mg mỗi hạt). Chúng thường có đường kính dưới 5 mm (0,20 in).

## Tác động môi trường

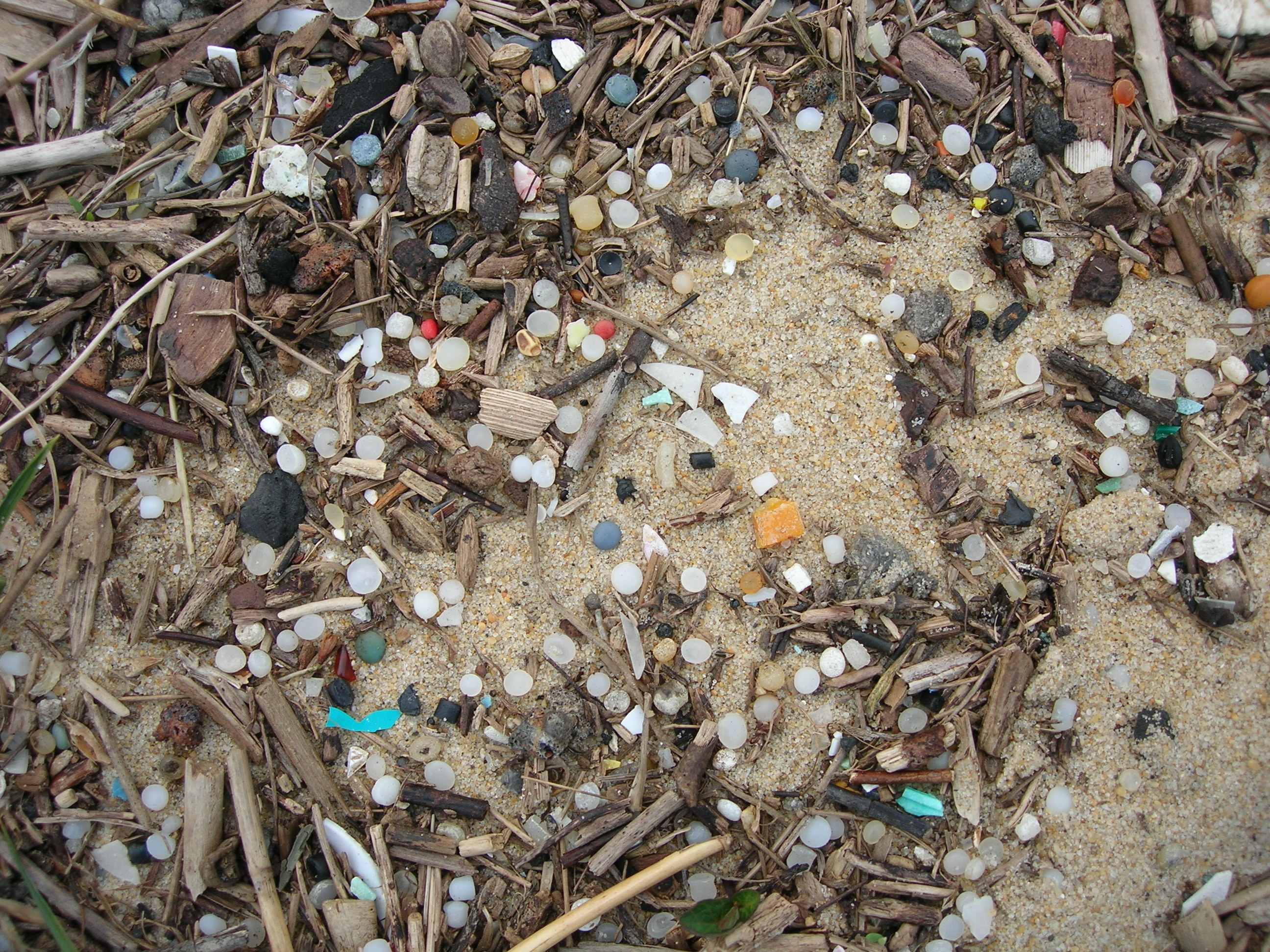
Vượt rào trên một bãi biển ở Tây Nam nước Pháp, 2011.

Nơi tập trung nhiều nhựa có thể là bãi rác Đại Thái Bình Dương, một tập hợp rác thải biển ngày càng tăng được biết đến với nồng độ rác nhựa cao.
Với đặc tính nhỏ và nhẹ, những hạt vi nhựa dễ dàng bị rơi rớt trong quá trình vận chuyển, đây cũng là yếu tố chính góp phần tạo ra các mảnh vụn nhựa trên biển. Trong một nghiên cứu kéo dài ba tháng về các bãi biển của Quận Cam, các nhà nghiên cứu đã phát hiện ra chúng là chất gây ô nhiễm bãi biển phổ biến nhất.
Các hạt vi nhựa trong nước có thể là nguyên liệu thô của sản xuất nhựa hoặc từ các khối nhựa lớn hơn.
Các hạt vi nhựa thoát ra từ quá trình sản xuất nhựa vào các đường nước hoặc đại dương đã trở thành một nguồn ô nhiễm nhựa đáng kể trên đại dương và bãi biển. Ô nhiễm hạt nhựa đã được theo dõi trong các nghiên cứu chủ yếu được tìm thấy ở các khu vực trầm tích và bãi biển và thường là polyetylen hoặc polypropylen, hai loại polyme nhựa chính được tìm thấy trong ô nhiễm vi nhựa.
Các hạt vi nhựa thường được tìm thấy trong đường tiêu hóa của nhiều sinh vật biển khác nhau, gây ra tổn thương sinh lý bằng cách rửa trôi các chất hóa dẻo như phthalates. Các hạt nhựa có thể mang theo hai loại chất ô nhiễm vi lượng trong môi trường biển: chất phụ gia nhựa bản địa và chất ô nhiễm kỵ nước hấp thụ từ nước biển. Ví dụ, nồng độ PCB và DDE trên các rào chắn được thu thập từ các vùng biển ven biển Nhật Bản được tìm thấy cao hơn tới 1 triệu lần so với nồng độ được phát hiện trong nước biển xung quanh.
Hạt nhựa dẻo được sử dụng trong các sản phẩm tẩy tế bào chết mỹ phẩm cũng được tìm thấy trong nước.

## Sự cố
Năm 2020
Hoa Kỳ - New Orleans - Vào ngày 20 tháng 8, một container vận chuyển 40 feet chất đầy hạt nhựa đã rơi khỏi tàu CMA CGM Bianca xuống sông Mississippi. Một container vận chuyển 40 feet có thể chứa 25 tấn hạt nhựa, có thể từ hàng triệu đến hàng tỷ hạt nhựa dẻo riêng lẻ. CMA CGM Bianca bị đứt khỏi cầu cảng do một cơn giông bão. Không có cuộc dọn dẹp chính thức nào diễn ra. Việc xử lý vật liệu nguy hiểm tràn trên biển thuộc thẩm quyền của lực lượng bảo vệ bờ biển, nhưng hạt nhựa không được phân loại là vật liệu nguy hiểm. Cục Chất lượng Môi trường không tìm thấy rõ ai chịu trách nhiệm dọn dẹp sự cố tràn này.
Năm 2018
Hoa Kỳ - Pennsylvania - Vụ tai nạn xe bán tải dẫn đến giải phóng hàng triệu hạt nhựa màu xanh sáng vào Pocono Creek, và các tuyến đường thủy của Thung lũng Lehigh.
Năm 2017
Nam Phi - Durban - sự cố tràn khoảng 2 tỷ hạt nhựa(49 tấn), từ một container vận chuyển ở Cảng Durban, đòi hỏi các nỗ lực dọn dẹp kéo dài. "Hiệp hội Nghiên cứu Sinh học Biển Nam Phi (SAAMBR) đã gửi một lời kêu gọi khẩn cấp cho những người sử dụng bãi biển dọc theo toàn bộ bờ biển Nam Phi để cố gắng và hỗ trợ thu thập càng nhiều hạt nhựa càng tốt." Lượng hạt nhựa này đã được phát hiện dạt vào bờ biển ở Tây Úc.
Năm 2012
Tại Hồng Kông, sau khi bị bão Vicente thổi vào ngày 24 tháng 7 năm 2012, một số container của tập đoàn dầu khí Trung Quốc Sinopec chở hơn 150 tấn hạt nhựa đã bị thổi tung ra biển, trôi dạt vào bờ biển phía nam Hồng Kông, chẳng hạn như Shek O., Cheung Chau, Ma Wan và Lamma Island. Sự cố tràn đã làm gián đoạn sinh vật biển và được cho là đã giết chết nguồn cá trong các trang trại nuôi cá.

## Tiến độ hiện tại và giải pháp
Ngành công nghiệp nhựa đã đáp lại sự chú ý và lo lắng ngày càng tăng đối với sự thất thoát hạt nhựa, gây ô nhiễm. Operation Clean Sweep được thành lập bởi SPI: Hiệp hội Thương mại Công nghiệp Nhựa vào năm 2001 và được Hội đồng Hóa học Hoa Kỳ tham gia với mục tiêu hạn chế các nhà sản xuất nhựa làm thất thoát nhựa ra môi trường. Chương trình quản lý tự nguyện này cung cấp cho các thành viên một sổ tay hướng dẫn họ cách làm giảm hao hụt các hạt nhựa và vi nhựa trong cơ sở của họ bằng cách cung cấp các khóa đào tạo cần thiết. Tuy nhiên, chương trình không yêu cầu các công ty lưu giữ hoặc báo cáo bất kỳ dữ liệu nào về sự làm rỏ rì các hạt nhựa vào môi trường.
Vào năm 2008, California đã thông qua một "luật cấm", "đặt tên cụ thể cho các hạt nhựa trước khi sản xuất (nurd) là chất gây ô nhiễm".

## Người giới thiệu
1. ↑  “What's resin pellet?:: International Pellet Watch”. www.pelletwatch.org (bằng tiếng Anh). Truy cập ngày 30 tháng 11 năm 2017.
2. ↑  Hammer, Jort; Kraak, Michiel H. S.; Parsons, John R. (2012). Reviews of Environmental Contamination and Toxicology. Reviews of Environmental Contamination and Toxicology (bằng tiếng Anh). 220. Springer, New York, NY. tr. 1–44. doi:10.1007/978-1-4614-3414-6_1. ISBN 9781461434139. PMID 22610295.
3. ↑  GESAMP (2015). "Sources, fate and effects of microplastics in the marine environment: a global assessment" (Kershaw, P. J., ed.). (IMO/FAO/UNESCO-IOC/UNIDO/WMO/IAEA/UN/UNEP/UNDP Joint Group of Experts on the Scientific Aspects of Marine Environmental Protection). Rep. Stud. GESAMP No. 90, 96 p.
4. ↑  “Heal the Bay - The Pacific Protection Initiative - AB 258: Nurdles”. ngày 20 tháng 4 năm 2008. Bản gốc lưu trữ ngày 20 tháng 4 năm 2008.
5. ↑  “What's a nurdle?”. ngày 7 tháng 11 năm 2006. Bản gốc lưu trữ ngày 21 tháng 12 năm 2009. Truy cập ngày 21 tháng 12 năm 2009.
6. ↑  Moore, Charles (2002). “A comparison of neustonic plastic and zooplankton abundance in southern California's coastal waters and elsewhere in the North Pacific”. Algalita Marine Research Foundation. Bản gốc lưu trữ ngày 16 tháng 5 năm 2008. Truy cập ngày 7 tháng 2 năm 2008.
7. ↑  Ayre, Maggie (ngày 7 tháng 12 năm 2006). “Plastics 'poisoning world's seas'”. BBC Online. BBC News.
8. ↑  GESAMP (2015). "Sources, fate and effects of microplastics in the marine environment: a global assessment" (Kershaw, P. J., ed.). (IMO/FAO/UNESCO-IOC/UNIDO/WMO/IAEA/UN/UNEP/UNDP Joint Group of Experts on the Scientific Aspects of Marine Environmental Protection). Rep. Stud. GESAMP No. 90, 96 p.2007, chapter 9, ISBN 978-0-312-34729-1
9. ↑  Mato Y: "Plastic resin pellets as a transport medium for toxic chemicals in the marine environment", "Environmental Science & Technology" 35(2), pages 318–324, 2001
10. ↑  writer, TRISTAN BAURICK | Staff. “No cleanup planned as millions of plastic pellets wash up along Mississippi River and flow to the Gulf”. NOLA.com (bằng tiếng Anh). Truy cập ngày 7 tháng 10 năm 2020.
11. ↑  Thompson, Carol. “Thousands of plastic pellets have spilled into waterways in Poconos: 'This is going to be extremely challenging'”. The Morning Call (bằng tiếng Anh). Truy cập ngày 18 tháng 2 năm 2019.
12. ↑  “Nurdles KZN, SA. Project Duration: Long Term”. Coast KZN. Truy cập ngày 18 tháng 2 năm 2019.
13. ↑  “The Great Nurdle Disaster: What to do if you find nurdles”. Two Oceans Aquarium Cape Town, South Africa. ngày 2 tháng 11 năm 2018. Bản gốc lưu trữ ngày 19 tháng 2 năm 2019. Truy cập ngày 18 tháng 2 năm 2019.
14. ↑  “Sinopec pledges help to clear Hong Kong plastic spill”. ngày 9 tháng 8 năm 2012. Bản gốc lưu trữ ngày 15 tháng 3 năm 2016. Truy cập ngày 24 tháng 8 năm 2012.
15. ↑  “Operation Clean Sweep Celebrates 25 Years | In The Hopper: SPI's Business Blog”. In The Hopper: SPI's Business Blog. Bản gốc lưu trữ ngày 27 tháng 12 năm 2016. Truy cập ngày 30 tháng 11 năm 2017.
16. ↑  “OCS Program Manual - Operation Clean Sweep”. Operation Clean Sweep (bằng tiếng Anh). Bản gốc lưu trữ ngày 25 tháng 10 năm 2020. Truy cập ngày 30 tháng 11 năm 2017.
17. ↑  Entwistle, Abigail (ngày 11 tháng 4 năm 2018). “Why the fuss about nurdles?”. phys.org (bằng tiếng Anh). Truy cập ngày 18 tháng 2 năm 2019.
18. ↑  Sullivan, Laura (ngày 22 tháng 12 năm 2020). “Gas, Oil Companies Like Chevron Phillips Have A Plastic Pellet Problem”. npr.org (bằng tiếng Anh). Truy cập ngày 24 tháng 12 năm 2020.
19. ↑  Westervelt, Amy (ngày 27 tháng 3 năm 2015). “It's taken seven years, but California is finally cleaning up microbead pollution”. The Guardian (bằng tiếng Anh). ISSN 0261-3077. Truy cập ngày 18 tháng 2 năm 2019.